# Камък от Бларни
Камъкът от Бларни (на английски: Blarney Stone, blarney в превод: сладкодумен, сръчен, изкусен, умен, даровит, ласкател) е камък от варовик, вграден в зъбите на крепостната стена на крепостта Бларни, намираща се на 8 км от град Корк, Ирландия.
За този камък има поверие, че ако човек го целуне, се сдобива с даровете на красноречието и сладкодумната убедителност.
Донесен е от лорд Кормак Маккарти, който го взема от Робърт I, крал на Шотландия, през 1314 г. Вграден е в крепостната стена през 1446 г.
Замъкът е една от най-интересните туристически дестинации в Ирландия. Стотици хора посещават замъка всяка година с цел да целунат камъка и да придобият дар слово.